# Gunung Kepok
Gunung Kepok är ett berg i Indonesien.   Det ligger i provinsen Aceh, i den västra delen av landet, 1 600 km nordväst om huvudstaden Jakarta. Toppen på Gunung Kepok är 648 meter över havet.
Terrängen runt Gunung Kepok är kuperad åt sydväst, men åt nordost är den bergig.Runt Gunung Kepok är det ganska glesbefolkat, med 39 invånare per kvadratkilometer. I omgivningarna runt Gunung Kepok växer i huvudsak städsegrön lövskog.